# Векстрём, Александр
Александр Векстрём (швед. Alexander Weckström; 27 марта 1987, Финляндия) — финский футболист, нападающий. Воспитанник клуба Мариехамн. Выступал за шведский «Рюннинге». Его старший брат — Кристоффер Векстрём.
С 2007 года выступает за сборную Аландских островов. В 2009 году на Островных играх в её составе забил три гола, по одному сборным Шетландских островов, Гренландии и острова Мэн.